# 居場所を下さい…
『居場所を下さい…』（いばしょをください）は、フジテレビ系列(FNS)の「金曜プレステージ」枠にて放送されたドキュメンタリーの特別番組である。家庭問題、いじめ問題、虐待などを扱っている。これまでに4作が放映されている。

## 第1弾
タイトルは『「居場所をください…」〜傷だらけの子どもたち〜愛と涙の密着1000日』。2006年11月10日の21時00分 - 22時52分に秋の教育スペシャルとして放送。関東地区の視聴率15.6%（ビデオリサーチ調べ）

### 放送内容
同局『FNNスーパーニュース』の特集で放送され、高視聴率を獲得したドキュメントを再放送。さらに、特集された人物のその後を広末涼子が追う。
- 孤独な子供たちに寺を解放する住職：廣中邦充
2004年7月13日・2005年5月22日の再放送（FNSドキュメンタリー大賞ノミネート）。
- 教師兼ボクサー：菱田慶文
- 元暴走族総長の非行カウンセラー：伊藤幸弘
NONFIX「傷だらけの育て直し“家族修行”〜絆を求めて〜」（2005年1月18日放送、第22回ATP賞総務大臣賞受賞）の再放送

### 主な出演者
- ストーリーテラー:滝川クリステル
- ナレーター:高島彩ほか
- スタジオ出演:伊東四朗、横峯良郎、優香
- スタジオ出演・インタビュアー:広末涼子

### スタッフ
- ディレクター:清水御冬
- プロデューサー:堤康一、蛯名敏彦
- アソシエイトプロデューサー:渡辺和弘
- 総合演出:佐竹正任
- 制作:フジテレビ報道番組部、CoCoLo

## 第2弾
タイトルは『教育スペシャル「居場所を下さい…2」〜傷だらけの子どもたち〜愛と涙の密着ドキュメント』。2007年7月6日の21時00分 - 22時52分に放送。関東地区の視聴率12.2%（ビデオリサーチ調べ）

### 放送内容
- 高知の里親一家宅を訪問
- 孤独な子供たちに寺を解放する住職：廣中邦充
- 宇都宮市の自立援助ホームを訪問

ほか

### 主な出演者
- 出演：笑福亭鶴瓶、優香
- スペシャルゲスト：広末涼子、東国原英夫（宮崎県知事）

### スタッフ
- ディレクター:清水御冬
- プロデューサー:堤康一、蛯名敏彦

## 第3弾
タイトルは『熱血教師スペシャル第1夜 「居場所を下さい…〜2008春〜」』。2008年3月7日の21時00分 - 22時52分に「熱血教師スペシャル」の一企画（土曜プレミアム枠「夢の見つけ方教えたる!」との2日連続）として放送。関東地区の視聴率13.5%（ビデオリサーチ調べ）

### 放送内容
- 全寮制学校教師：大垣俊輔
- ダンスパフォーマンス集団主宰：今村克彦
- 元暴走族総長の非行カウンセラー：伊藤幸弘
- 孤独な子供たちに寺を解放する住職：廣中邦充

ほか

### 主な出演者
- ナレーター:劇団ひとり
- スタジオ出演:伊東四朗、東国原英夫
- スタジオ出演・インタビュアー:広末涼子、戸田恵梨香

### スタッフ
- ディレクター:清水御冬、三島由裕、細野雅人
- プロデューサー:堤康一、渡辺奈都子、蛯名敏彦、國玉譲治
- 制作:フジテレビ報道番組部、CoCoLo

## 第4弾
タイトルは『熱血教師スペシャル第1夜 「居場所をください 〜愛と涙の密着1000日〜」』。2010年3月12日の21時00分 - 22時52分に「熱血教師スペシャル」の一企画（土曜プレミアム枠「夢の見つけ方教えたる!2」との2日連続）として放送。関東地区の視聴率11.2%（ビデオリサーチ調べ）

### 放送内容
- 「暴力と怒りの根源」教師・ラグビー部監督：天宮一大
- 「声を出さない少年」教師・小学生劇団主宰：大垣俊輔
- 「心の奥にしまい込んだ傷」ダンスパフォーマンス集団主宰：今村克彦

### 主な出演者
- 司会:宮根誠司、徳光和夫
- スタジオ出演・インタビュアー:江角マキコ、志田未来、溝端淳平

### スタッフ
- プロデューサー:渡辺奈都子、佐竹正任、蛯名敏彦、國玉譲治、三島由裕、小早川佳之
- ディレクター:清水仁、玉井伴宙、石井栄子、清水御冬
- 総合演出:佐竹正任
- 制作:フジテレビ報道番組部、CoCoLo

### やらせ疑惑
第1部の「暴力と怒りの根源」において、家庭内暴力を普段から行い問題となっている15歳（高校1年生）の少年を紹介。2009年4月に取材を開始し、2009年12月に近鉄花園ラグビー場で試合を見ながら天宮とした会話を通じ考えを改め、2010年2月にはラグビー部のマネージャーをしているというものである。
しかし、暴力を振るっていた頃、少年が自宅を撮影したとされる映像内に映っていたテレビアニメ『ひだまりスケッチ×☆☆☆』は2010年1月の放送開始であり、時系列上、辻褄が合わない。このことからやらせ疑惑が浮上した。
この指摘は『新・週刊フジテレビ批評』（2010年3月20日放送分）で紹介され、これに対して、フジテレビ広報室長の小田多恵子は少年が自宅を撮影したのは2010年になってからであると認めたが、「制作サイドに事実をねじ曲げる意図は全くなく、アニメ映像の部分も使用許諾を得て適正に放送した。頂いたご意見を真摯に受け止めて番組作りに努めていきたい」と回答し、やらせを否定した。

## 第5弾
タイトルは『居場所をください〜限界密着!!壊れていく子どもたち〜』。2020年2月23日の20時00分 - 21時54分に放送。

### 主な出演者
- 司会:若林正恭（オードリー）、松岡茉優
- パネラー:尾木直樹（教育評論家）、高橋英樹、高橋真麻、北斗晶
- ナレーション:大場真人、田中栄理奈

### スタッフ
- 企画：佐竹正任（フジテレビ編成制作局編成メディア推進部）
- 監修：ヴァスコ・ダ・ガマ法律会計事務所
- 技術
  - TP：辻本豊
  - TD/SW：今井健一
  - CAM：三村純一、飯島知紀、中田麟太郎、斉藤佳久、後藤継一郎、岡田陽
  - AUD：吹野真穏、佐藤博隆、浅岡利津子
  - VE：藤崎康広、青野敬大
  - 照明：高木一成、竹山喜美江、川田敦史、須藤紀行
- 美術プロデューサー：木村文洋
- アートコーディネーター：中村秀美
- セットデザイン：寺本夏実
- メイク：山田かつら
- タイトル：外村史郎
- オフライン編集：江崎賢
- 編集：川奈部野和、相見信介、野村武史
- MA：柳智隆
- 音効：おぜき孝宏、高嶺利規
- 映像協力：関西テレビ放送
- 協力：fmt、フジアール、スタジオヴェルト、CUEVO、Dimplex
- 広報：清野真紀（フジテレビ広報局広報部）
- TK：橘京子
- AP：柳澤佳
- デスク：伊東裕美
- AD：小熊健広、藤村理乃
- ディレクター：会田昌弘、飯田智哉、市川良太、手塚悠太
- 総合演出：清水御冬（天空メディア）
- プロデューサー：秋葉英行、石川剛
- 制作統括：堤康一
- 制作協力：ネクステップ、天空メディア
- 制作著作：フジテレビ

### 取材された団体等
- 今村克彦オフィシャルサイトPTA-ing「共育者」
- よさこい・ダンスイベント・関西京都今村組
- 伊藤幸弘教育研究所
- 大垣俊輔オフィシャルサイト
- 学校法人　白根開善学校
- 平成の駆け込み寺